# Lucien Aubey
Lucien Aubey (* 24. Mai 1984 in Brazzaville) ist ein ehemaliger kongolesisch-französischer Fußballspieler.

## Karriere

### Jugend (bis 2001)
Aubey wurde in seinem Heimatland Republik Kongo geboren, kam jedoch bereits im Alter von zwei Jahren nach Frankreich. Er wuchs in der Stadt Mantes-la-Jolie nahe der Hauptstadt Paris auf und begann im benachbarten Rosny-sur-Seine bei einem kleinen Verein mit dem Fußballspielen. 1997 wechselte er in die Jugendabteilung des Paris FC und ein Jahr darauf wurde er mit 14 Jahren ins Nachwuchsleistungszentrum des Erstligaabsteigers AS Cannes aufgenommen. 2001 akzeptierte er ein Vertragsangebot des in die dritte Liga zwangsabgestiegenen FC Toulouse.

### Jahre beim FC Toulouse (2001–2007)
Bei der Ankunft des 17-Jährigen in Toulouse lobte Trainer Erick Mombaerts dessen physische Qualitäten wie Schnelligkeit und Zweikampfstärke und stellte zugleich fest, dass der junge Spieler technische und spielerische Defizite aufzuarbeiten habe. Anfangs spielte er in der ersten Mannschaft noch keine große Rolle, stand aber bei einigen Begegnungen auf dem Platz und hatte so einen Anteil am Zweitligaaufstieg im Jahr 2002. Für Aubey, der sowohl für die Links- als auch die Innenverteidigerrolle geeignet war, brachte dies sein erstes Jahr im Profifußball mit sich. Er etablierte sich in diesem als Stammspieler und durfte im Mai 2003 den zweiten Aufstieg hintereinander bejubeln.
Am 2. August 2003 bestritt er im Alter von 19 Jahren sein Erstligadebüt, als er bei einem 1:1 gegen Racing Strasbourg auf dem Platz stand. Im Abstiegskampf behauptete er seinen Stammplatz und konnte sich mit seinen Teamkollegen am letzten Spieltag der Saison 2003/04 vor der drohenden Rückkehr in die zweithöchste Spielklasse retten. Die nachfolgenden Jahre verliefen ähnlich, da er weiterhin Teil der ersten Elf war und sich dem Abstiegskampf stellen musste. Auch unter dem 2006 geholten Trainer Élie Baup war er gesetzt, wobei er hauptsächlich im Zentrum der Defensive spielte und gelegentlich links aufgeboten wurde. Am Ende der Hinrunde 2006/07 verletzte er sich bei einer Begegnung gegen den RC Lens und musste infolgedessen monatelang pausieren. Lediglich bei einem 3:1-Sieg gegen Girondins Bordeaux im letzten Saisonspiel stand er wieder auf dem Platz und erlebte mit, wie sich Toulouse als Tabellendritter für die Teilnahme an der Champions League qualifizieren konnte. Er selbst profitierte davon nicht, da für ihn nach sechs Jahren seine Zeit bei dem Klub aus Südfrankreich endete.

### Stationen in verschiedenen Ländern (2007–2013)
Mehrere Vereine zeigten im Sommer 2007 Interesse an Aubey und letztlich wurde er vom Erstligarivalen RC Lens unter Vertrag genommen. Dafür wurde eine Ablösesumme fällig, die je nach Quelle bei zwei oder sogar dreieinhalb Millionen Euro gelegen hat. Kurz nach dem Wechsel debütierte er im europäischen Wettbewerb, als er mit Lens in der ersten Runde des UEFA-Cups gegen den FC Kopenhagen aus Dänemark ausschied. Obwohl die Nordfranzosen für ihn eine hohe Summe an Toulouse überwiesen hatten, war er in den nachfolgenden Monaten nicht unumstritten gesetzt. Deshalb wurde er im Januar 2008 an den englischen Erstligisten FC Portsmouth verliehen, bei dem er allerdings nur äußerst sporadisch zu Einsätzen kam.
Kurz nachdem er im Sommer 2008 nach Lens zurückgekehrt war, wurde er von dort aus an den Erstligakonkurrenten Stade Rennes weiterverkauft; die Bretonen zahlten schätzungsweise 1,2 Millionen Euro für ihn. Doch auch in Rennes hatte er es schwer, wurde bereits bei seinem ersten Spiel nach schwacher Leistung ausgewechselt und spielte in der nachfolgenden Zeit eher selten von Beginn an. Eine Oberschenkelverletzung, die er sich gegen Saisonende zuzog, erschwerte seine Situation weiter. In der darauffolgenden Spielzeit wurde er kaum noch berücksichtigt, weswegen er im Januar 2010 von Rennes die Freigabe erhielt und zum türkischen Erstligisten Sivasspor wechseln konnte.
In der Türkei fand Aubey ebenfalls nicht zurück zu seiner früheren Form und machte für Sivasspor nur einige Spiele, bevor er im August 2010 nach Frankreich zurückkehrte und beim Zweitligisten Stade Reims unterschrieb. Auch in Reims schaffte er den Durchbruch nicht und musste in der Saison 2011/12 sogar ohne jegliche Einsätze leben. Im Juli 2012 startete er den letzten Versuch eines Neuanfangs, als er beim zyprischen Erstligisten Olympiakos Nikosia eingestellt wurde. In Nikosia wurde er jedoch kein einziges Mal aufgeboten, bis er sich im Januar 2013 wieder von dort verabschiedete und mit 28 Jahren seine Laufbahn beendete.

## Nationalmannschaft
Nachdem er im Januar 2004 die französische Staatsbürgerschaft erhalten hatte, war er auch für das Land spielberechtigt, in dem er aufgewachsen war und seine Laufbahn begonnen hatte. Im weiteren Jahresverlauf absolvierte er seine ersten Partien für die französische U-21-Auswahl. Anschließend blieb er für einige Zeit ein Bestandteil der Mannschaft.
Im Jahr 2009 debütierte Aubey für die Nationalelf der Republik Kongo; weil er für Frankreich lediglich im Juniorenbereich aufgelaufen war, war dies weiterhin möglich. Es folgte eine Reihe weiterer Berufungen, bis er am 4. September 2010 bei einer 0:2-Niederlage gegen den Sudan zum letzten Mal das Trikot der Auswahl trug. Insgesamt war er auf fünf Einsätze für die Nationalmannschaft gekommen.